# Muodosrivier
Muodosrivier (Zweeds – Fins: Muodosjoki) is een rivier, die stroomt in de Zweedse  gemeente Pajala. De rivier verzorgt de toevoer en de afwatering van beide Muodosmeren. De rivier stroomt aan de noordwest punt in en aan de zuidoostpunt uit de meren. De Muodosrivier is met bronrivier Särkirivier  21590 meter lang.
Afwatering: Muodosrivier → Merasrivier → Muonio → Torne → Botnische Golf